# Bachir Douadi
Bachir Douadi (en arabe : بشير دوادي) est un footballeur international algérien né le 11 décembre 1953 à Chelghoum Laïd dans la wilaya de Mila. Il évoluait au poste d'avant centre.

## Biographie
Bachir Douadi reçoit 16 sélections en équipe d'Algérie entre 1976 et 1979, inscrivant quatre buts. Il joue son premier match en équipe nationale le 8 septembre 1976, contre la Libye (victoire 0-1). Il joue son dernier match le 29 septembre 1979, contre la Grèce (victoire 2-1).
En 1979, Douadi est membre de l'équipe nationale d'Algérie qui remporte la médaille de bronze aux Jeux méditerranéens de 1979, à Split.
Au cours de sa carrière en club, il remporte avec la JSK deux titres de champion d'Algérie, une Coupe d'Algérie, et surtout une Coupe des clubs champions africains.

## Palmarès

### En club
JS Kabylie
| - Championnat d'Algérie (2) : - Champion : 1976-77 et 1979-80. - Coupe d'Algérie (1) : - Vainqueur : 1976-77. |  | - Coupe des clubs champions africains (1) : - Vainqueur : 1981. |

### En équipe nationale
Algérie
- Jeux méditerranéens :
  -  Médaille de bronze : 1979.